# Fundación Goya en Aragón
La Fundación Goya en Aragón es una organización española sin ánimo de lucro que tiene como fin principal la promoción y difusión de la figura y obra de Francisco de Goya, especialmente a través de su página web. Constituida el 24 de abril de 2007 con domicilio en los locales del museo de Zaragoza, la Fundación se inscribió en el Registro de Fundaciones de la Comunidad Autónoma de Aragón por orden del Departamento de Presidencia y Relaciones Institucionales del Gobierno de Aragón.
Para la realización de sus fines de documentación e investigación, la Fundación se dotó de:
1. Centro de Investigación y Documentación Goya (CIDG), que reúne toda la información posible de Francisco de Goya (bibliográfica, repertorio artístico de sus obras, publicaciones, documentos y manuscritos) encargándose además de coordinar su redistribución a otras Instituciones, investigadores o personas interesadas.
2. Comité Científico, que presta el apoyo y asesoramiento que le sea solicitado por el Patronato y la comisión ejecutiva en relación a los fines de la Fundación.
3. Comité de Expertos en la Didáctica de la Expresión Artística (CEDEA) cuyo objetivo principal es plantear propuestas de difusión y formación en la figura y el legado de Goya dentro del ámbito educativo.